# Formula TT 1977
Die Formla-TT 1977 war die erste Austragung in der Geschichte der Formula TT und wurde von der Fédération Internationale de Motocyclisme als offizielle Weltmeisterschaft ausgeschrieben.
Die Formula TT wurde 1977 von der Regierung der Isle of Man und der Auto-Cycle Union ins Leben gerufen, um die Aberkennung des WM-Status der Tourist Trophy durch die FIM zu kompensieren und gleichzeitig Rennen mit seriennahen Maschinen populärer zu machen.
Der Sieger des jeweiligen Rennens der 59. Isle of Man TT einer Klasse wurde gleichzeitig auch TT-Weltmeister in dieser Kategorie.

## Wissenswertes
- Die Formula TT wurde 1977 in drei Klassen ausgeschrieben.
  - In der TT-F1-Klasse waren Viertakter von 600 bis 1000 cm³ Hubraum und Zweitakter mit Hubräumen von 350 bis 500 cm³ erlaubt.
  - In der TT-F2-Klasse waren Viertakter von 400 bis 600 cm³ Hubraum und Zweitakter mit Hubräumen von 250 bis 350 cm³ erlaubt.
  - In der TT-F3-Klasse waren Viertakter von 200 bis 400 cm³ Hubraum und Zweitakter mit Hubräumen von 125 bis 250 cm³ erlaubt.

## TT-F1-Klasse
Das TT-F1-Rennen wurde ironischerweise von Phil Read gewonnen, einem jener Fahrer, die sich besonders dafür starkgemacht hatten, dass die TT ihren WM-Status verlor. Read hatte 1972 geschworen, nie mehr auf die Insel zurückzukehren. 1977 tat er es jedoch, da er von Honda Britain für die Tourist Trophy verpflichtet worden war.
Das Rennen selbst verursachte eine Kontroverse. Es wurde nach vier Runden wegen sich verschlechternder Wetterbedingungen abgebrochen. Nach drei Runden hatte der Ducati-Pilot Roger Nicholls mit 22 Sekunden Vorsprung in Führung gelegen. Nach dem vierten Umlauf steuerte er die Box zum Nachtanken an, Read hingegen fuhr durchs Ziel und wurde zum Sieger erklärt.
(Snaefell Mountain Course; 4 Runden = 242,8 km, die ersten zehn gewerteten Piloten)
| 1  | Phil Read      | Honda   | 1 h 33 min 19,3 s | 97,02 mph |
| 2  | Roger Nicholls | Ducati  | + 38,7 s          | 96,36     |
| 3  | Ian Richards   | Honda   | + 1 min 26,7 s    | 95,55     |
| 4  | Stan Woods     | Honda   | + 3 min 49,7 s    | 93,20     |
| 5  | Malcolm Lucas  | BSA     | + 5 min 02,1 s    | 92,06     |
| 6  | Michael Hunt   | Laverda | + 5 min 49,7 s    | 91,32     |
| 7  | Roger Corbett  | Triumph | + 6 min 32,9 s    | 102,89    |
| 8  | Ian Tomkinson  | BSA     | + 8 min 21,9 s    | 89,05     |
| 9  | John Kirkby    | Laverda | + 9 min 53,9 s    | 87,72     |
| 10 | John Wilkinson | Suzuki  | + 9 min 59,9 s    | 87,64     |

## TT-F2-Klasse
Das TT-F2-Rennen wurde vom Honda-Piloten Alan Jackson sr. gewonnen, nachdem der bis dahin führende Bill Smith in der letzten Runde ausgefallen war.
(Snaefell Mountain Course; 4 Runden = 242,8 km, nur acht Piloten erreichten das Ziel)
| 1 | Alan Jackson sr.  | Honda   | 1 h 31 min 08,0 s | 99,36 mph |
| 2 | Neil Tuxworth     | Honda   | + 1 min 24,6 s    | 97,84     |
| 3 | Denis Casement    | Honda   | + 3 min 50,4 s    | 95,34     |
| 4 | John Crick        | Honda   | + 11 min 23,2 s   | 88,32     |
| 5 | Dennis McMillan   | Triumph | + 12 min 5*,4 s   | 87,38     |
| 6 | Terry McKane      | Honda   | + 15 min 45,0 s   | 84,72     |
| 7 | Alistair Copeland | Benelli | + 16 min 44,8 s   | 83,93     |
| 8 | Richard Arain     | Honda   | + 22 min 41,0 s   | 79,56     |

## TT-F3-Klasse
(Snaefell Mountain Course; 4 Runden = 242,8 km, die ersten zehn gewerteten Piloten)
| 1  | John Kidson     | Honda  | 1 h 37 min 04,4 s | 93,28 mph |
| 2  | Brian Peters    | Suzuki | + 5 min 15,0 s    | 88,49     |
| 3  | Abe Walsh       | Honda  | + 5 min 23,6 s    | 88,37     |
| 4  | Graham Bentman  | Honda  | + 6 min 04,8 s    | 87,78     |
| 5  | Fred Launchbury | Maico  | + 7 min 14,2 s    | 86,83     |
| 6  | Mal Kirwan      | Honda  | + 7 min 53,0 s    | 86,27     |
| 7  | Nev Watts       | Honda  | + 10 min 34,6 s   | 84,11     |
| 8  | Richard Stevens | Yamaha | + 11 min 27,6 s   | 84,43     |
| 9  | John Riley      | Yamaha | + 12 min 06,6 s   | 82,98     |
| 10 | Paul Feist      | Yamaha | + 12 min 26,6 s   | 82,68     |